# Mala Remeta
Mala Remeta kloster (serbiska: Манастир Мала Ремета / Manastir Mala Remeta) är ett serbisk-ortodoxt kloster på berget Fruška Gora i den norra Serbiska provinsen Vojvodina. Det grundades av den serbiska kungen Stefan Dragutin (1276-1282).